# Framtidsstudier
Framtidsstudier eller futurologi är ett systematiskt utforskande av framtiden. Framtidsstudier syftar till att öka förståelsen för framtiden i ett medel- till långtidsperspektiv, ofta genom att utveckla olika alternativa framtider. Det kan handla om samhällets framtid, om den fysiska världen, om förändringsmekanismer, eller om förändringsdrivande krafter. Framtidsstudier är ett tvärvetenskapligt systembaserat sätt att komma åt och analysera förändringsmönster i de förflutna, identifiera trender och viktiga samtidsfrågor och extrapolera möjliga alternativ scenarier för att hjälpa människor skapa sin framtid på de sätt de önskar. Genom den kunskap framtidsstudier genererar är det möjligt både att påverka utvecklingen och att skapa bärkraftiga strategier för att möta framtidens utmaningar.

## Termer
Ämnesmässigt har framtidsstudier ingen given plats i det akademiska samhället, men kan sägas ligga nära samhällsgeografi/kulturgeografi. Disciplinen kan hittas under olika rubriker beroende på kulturellt sammanhang. De inkluderar framsyn och framtidsstudier (Sverige), future studies, foresight, futurism, futurology, "Futures Studies" och Strategic Foresight (engelskspråkiga länder), prospective (franskspråkiga länder), och prospectiva (spanskspråkiga länder). Engelskspråkiga utövare i disciplinen kallar sig ibland för futurologists, futurists eller foresight practitioners. Svenska motsvarigheter är framtidsforskare, framtidsutvecklare, framtidsanalytiker eller futurist.

## Metoder
- Brainstorming
- Delphimetoden
- Morfologisk analys

## Kända futurologer
- Daniel Bell
- Gerald Celente
- Bertrand de Jouvenel
- Herman Kahn
- Thomas Robert Malthus
- Alvin Toffler
- Jacque Fresco

## Andra futurologiskt intresserade författare
- Arthur C. Clarke
- Ray Kurzweil
- Stanisław Lem
- Jules Verne
- Vernor Vinge